# Paralecanium marianum
Paralecanium marianum är en insektsart som beskrevs av Cockerell 1902. Paralecanium marianum ingår i släktet Paralecanium och familjen skålsköldlöss. Inga underarter finns listade i Catalogue of Life.